# موسی‌لر
موسی‌لِر (به ارمنی: Մուսալեռ) یک روستا در ارمنستان است که در استان آرماویر واقع شده‌است. موسی‌لر در کیلومتری شمال آرماویر، مرکز استان آرماویر واقع شده‌است.

## خصوصیات
موسی‌لر ۲٬۵۲۳ نفر جمعیت دارد و در ۸۵۰ ارتفاع متر بالاتر از سطح دریا قرار گرفته‌است.
| سال   | ۱۹۲۶ | ۱۹۳۹ | ۱۹۵۹ | ۱۹۷۰ | ۱۹۷۹ | ۲۰۰۱ | ۲۰۰۴ |
| جمعیت | ۵۷   | ۵۶۵  | ۱۲۶۰ | ۳۱۱۴ | ۲۱۹۷ | ۲۵۳۴ | ۲۸۹۴ |

## نگارخانه

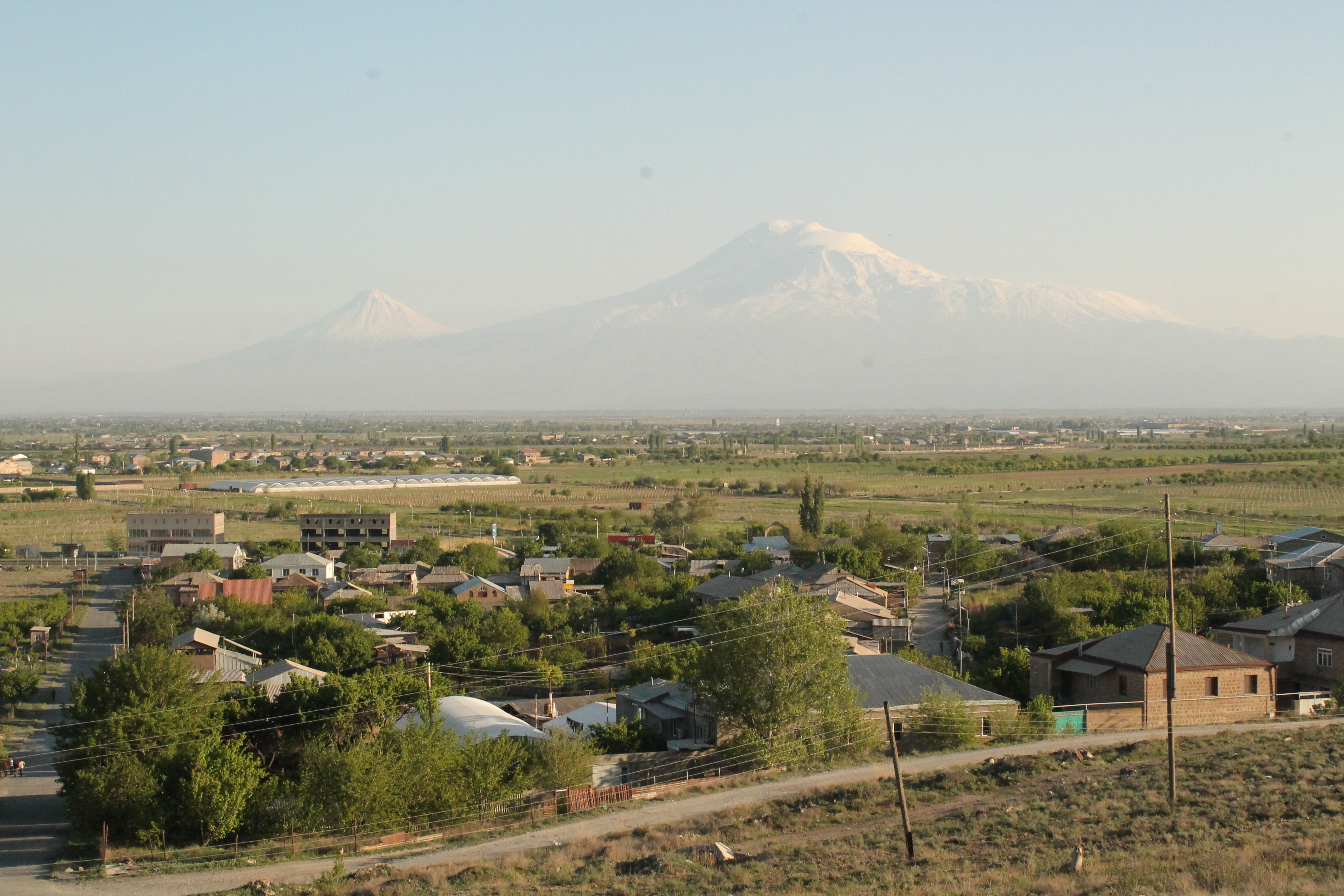
روستای موسی‌لر
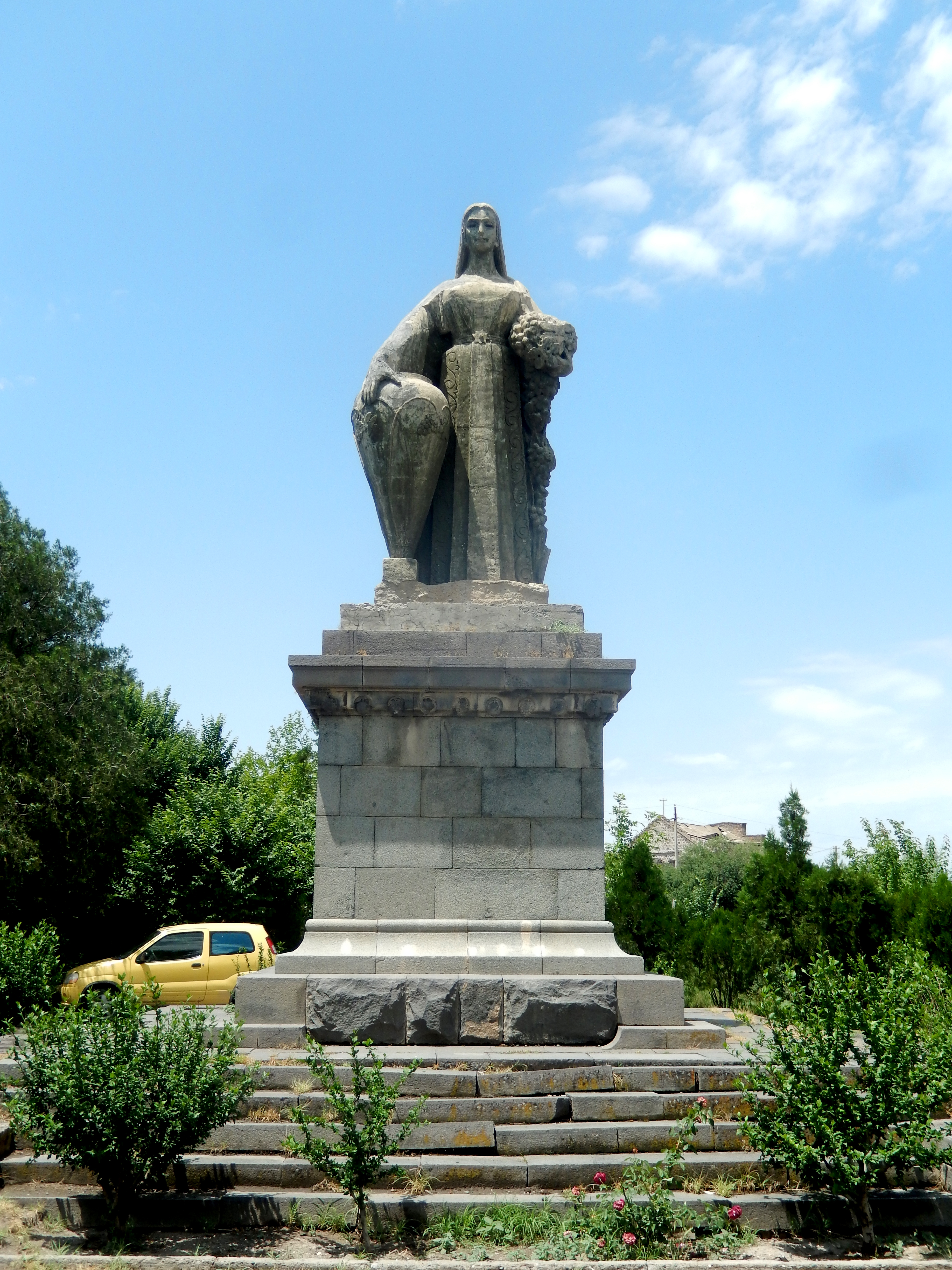